# Microblogging
Microblogging is een vorm van internetdienst die gebruikers in staat stelt korte tekst- of multimediafragmenten op het internet te publiceren. Zoals de naam al aangeeft lijkt microblogging op bloggen (het bijhouden van een weblog), alleen zijn in het geval van microbloggingdiensten de fragmenten veel kleiner. Veelal gaat het om een enkele foto (met titel of onderschrift), of om een klein tekstbericht van niet meer dan enkele regels.
De populairste microblogging-dienst is X. Deze website geeft gebruikers de mogelijkheid om in maximaal 280 tekens aan te geven wat ze op een bepaald moment doen. Ze kunnen zich vervolgens abonneren op de updates van hun contacten. Behalve om aan te geven wat men doet gebruiken veel mensen X ook om bijvoorbeeld links te delen, aankondigingen te doen en om vragen te stellen aan hun vrienden of het internetpubliek in het algemeen (crowdsourcing).
De dienst van X heeft veel overeenkomsten met bijvoorbeeld de status updates van Facebook en de wie wat waar van Hyves. In zekere zin bieden deze sociale netwerksites ook microblogging aan, naast hun andere diensten.
Diensten vergelijkbaar met X zijn onder meer Brightkite, identi.ca, Parler, Jaiku, Pownce en Weibo in China. Andere voorbeelden van microblogging zijn mediadiensten als Mobypicture en lifestreamdiensten:
- Posterous
- Tumblr